# När får jag se dig, Frälsare kär
När får jag se dig, Frälsare kär är en psalm med text skriven 1903 av Wilhelmi Malmivaara och musik skriven 1957 av Valdemar Söderholm. Texten översattes till svenska 1927 av Alfons Takolander. Psalmens melodi i Den svenska psalmboken, samt i de finländska psalmböckerna är komponerad av Mikael Nyberg 1920.

## Publicerad i
- Psalmer och Sånger 1987 som nr 751 under rubriken "Framtiden och hoppet - Himlen".[1]
- Den svenska psalmboken 1986 nr 648 under rubriken "Psalmer på andra nordiska språk, Finska"
- Den finlandssvenska psalmboken 1986 nr 579 under rubriken "Det krstistna hoppet"